# Chirurgien tabac
Pomacanthus semicirculatus
Espèce
Synonymes
- Holacanthus alternans
- Holacanthus lepidolepis
- Holacanthus reginae
- Holacanthus semicirculatus
- Pomacanthops semicirculatus

Statut de conservation UICN

 LC  : Préoccupation mineure
Le Chirurgien tabac (Pomacanthus semicirculatus) est une espèce de poissons de la famille des Pomacanthidae.